# Fusile
Fusile é uma banda brasileira de ska e rock formada em Belo Horizonte em 2007, e composta por Shairon Lacerda (guitarra e voz), Sérgio Scliar (baixo), Henrique Staino (sax), Ygor Rajão (trompete e programações) e Rafael Cocão (bateria).
Considerada um dos talentos do ska brasileiro dos últimos anos e uma das revelações de 2011 da cena underground mineira, a banda, que apresenta canções em quatro línguas, foi convidada naquele mesmo ano para apresentar-se em festivais como o 17º Flaming Night (MG), quando tocaram com os The Skatalites, o No Ar Coquetel Molotov (PE), o Festival Mada (RN) e em 2012, abriu a Mostra Cultural Contemporânea (MG) sendo apontada forte candidata ao prêmio de melhor show da capital mineira.
Seu disco de estreia, The Coconut Revolution, foi lançado em 2010 e contou com a mixagem de Stanley Soares, produtor de dois discos da banda Sepultura. Em 2011, foi lançada uma versão em vinil, e o clipe da música "Blue Blood", produzido pelo vocalista Shairon Lacerda, foi divulgado na MTV. Em 2012, a bandou lançou o clipe de Combat Samba, faixa do primeiro disco, e o álbum The Coconut Revolution - Part 2.